# Księżówka (wzniesienie)
Księżówka (niem. Pfapffenberg, 599 m n.p.m.) – wzniesienie w południowo-zachodniej Polsce,  położone w województwie dolnośląskim, w powiecie kłodzkim, w gminie miejsko-wiejskiej Szczytna, formalnie na terenie miasta Szczytna w Sudetach Środkowych, w Górach Bystrzyckich.
Niewybitne wzniesienie w północnym zboczu Wolarza, powyżej Piekielnej Doliny, którą płynie Bystrzyca Dusznicka, porośnięty lasem.
Na południe od wzniesienia znajduje się skrzyżowanie dróg leśnych U Huberta niem. Hubertusbild.